# Old Spanish Trail

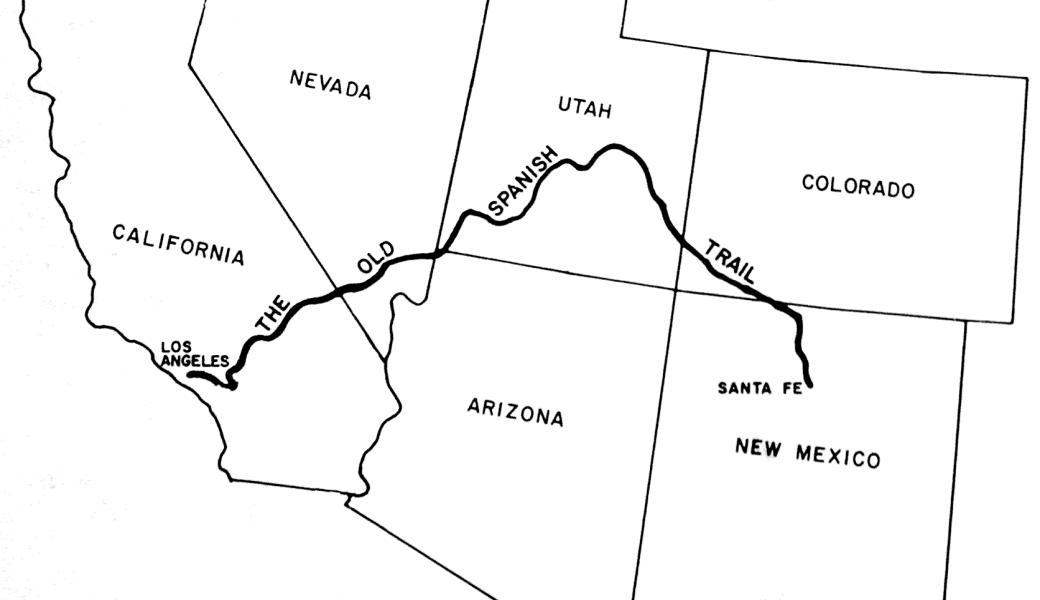
Mapa que mostra l’Old Spanish Trail (en negre)

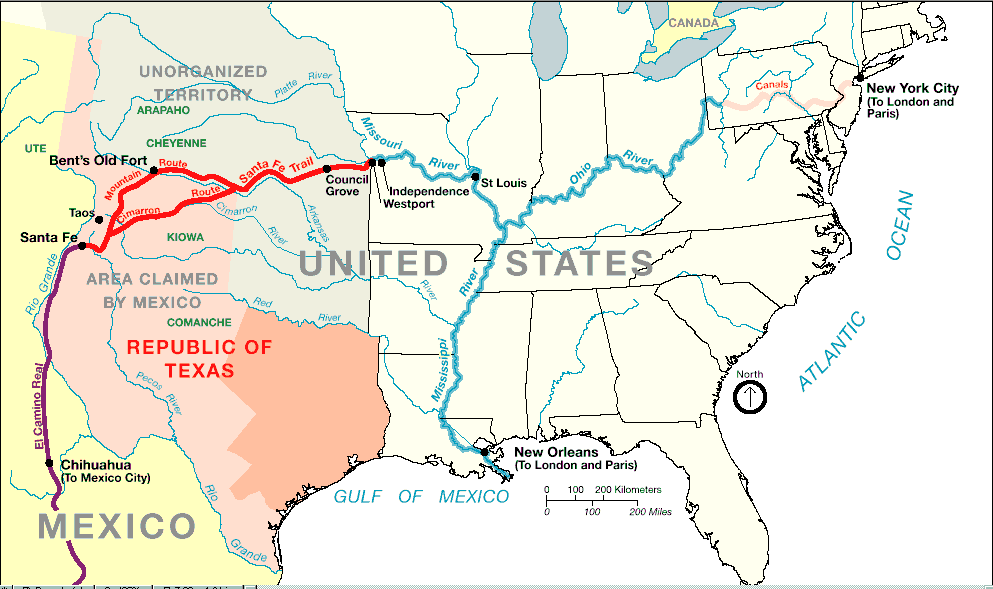
Mapa de 1845 que mostra el Camino Real (en morat) i el Camí de Santa Fe (en vermell)

L’Old Spanish Trail (en castellà, una part d'ell: «el camino de Santa Fe», o també ruta o camí) va ser una ruta comercial històrica que connectava Santa Fe (a l'actual Nou Mèxic) amb Los Angeles, a Califòrnia. Amb una distància d'uns 2.000 quilòmetres, travessava àrees de muntanyes altes, deserts àrids i profunds congostos. Va ser explorada per viatgers europeus el 1776 i la ruta va ser molt transitada per caravanes d'animals de càrrega des de 1829 fins a mitjans de la dècada de 1850.

## Nom
El nom d'aquesta ruta té el seu origen en una publicació de 1845, la crònica d'una expedició realitzada el 1842 per les muntanyes Rocoses dirigida per John Charles Frémont per al Cos Topogràfic dels Estats Units. Tot i que la zona era en aquell moment part de Mèxic, el nom reconeix el fet que trossos de la ruta ja eren coneguts pels espanyols des del segle xvii. Amb el clima polític a Washington DC marcat pel fervor de la doctrina del Destí Manifest, la crònica de Frémont va causar sensació. No obstant això, aquesta ruta va ser d'importància primària per a la història de Nou Mèxic, perquè va suposar l'establiment de la ruta comercial amb Califòrnia i el mercat internacional.

## Història
La major part de la ruta era una barreja d'antics camins coneguts, que usaven caçadors i comerciants que intercanviaven amb la tribu dels utess. Els trossos orientals del que es va convertir en l’Old Spanish Trail, incloent-hi el sud-oest de Colorado i el sud-est de Utah, van ser explorats per Joan Maria Antonio Rivera a 1765. Els missioners franciscans Francisco Atanasi Domínguez i Silvestre Vélez de Escalante van tractar sense èxit d'arribar a Califòrnia, que estava llavors sent colonitzada, marxant des de Santa Fe a 1776 i recorrent tot el camí a través de la Gran Conca, al costat del llac Utah, tornant a través de la Franja d'Arizona. Altres expedicions, al comandament d'un altre missioner franciscà, Francisco Garcés, i del capità Juan Bautista de Anza, van explorar i comerciar a la zona meridional de la regió, trobant rutes més ràpides i fàcils a través de les muntanyes i deserts que connectaven Sonora amb Nou Mèxic i Califòrnia, però no van formar part de la Old Spanish Trail, amb l'excepció dels camins a través del desert de Mojave.
Finalment, el 1829, va ser establerta una connexió entre Nou Mèxic i Califòrnia quan Antonio Armijo, un comerciant de Santa Fe, va guiar una partida comercial de 60 homes i 100 mules. L'expedició d'Armijo va usar una drecera descoberta l'any anterior per Rafael Rivera i així va poder unir una ruta que connectava les rutes de les expedicions de Rivera i de Domínguez i Escalante amb les proximitats de la Missió de San Gabriel a través de Mojave. A partir d'aquest moment, la ruta va començar a ser usada amb assiduïtat. A l'arribada d'Antonio Armijo, el governador de Nou Mèxic va enviar comunicar immediatament la notícia de l'èxit de l'expedició a les autoritats de Ciutat de Mèxic. Va ser de gran importància per Nou Mèxic, ja que va suposar la fi de l'aïllament de Santa Fe i la possibilitat d'accedir al mercat exterior a través dels ports californians. Gràcies a aquesta expedició, el Governador va nomenar Armijo «Comandant pel descobriment de la ruta de Califòrnia».
La notícia de l'èxit de l'expedició es va propagar ràpidament, de la mateixa manera que el comerç entre Santa Fe i Los Angeles es va reprendre. Califòrnia tenia abundants cavalls de bona qualitat i mules (fins i tot cimarrons) que van ser fàcilment intercanviats per productes tèxtils mexicans. La senda va ser també utilitzada per a la migració des de Nou Mèxic fins a Califòrnia a finals de la dècada del 1830. Cal assenyalar que el camí va ser també utilitzat en accions il·lícites, concretament per assaltar ranxos i per al comerç d'esclaus. Malgrat la condemna oficial, els indis americans van ser constantment venuts com esclaus tant a Califòrnia com a Nou Mèxic. Les conseqüències del tràfic de persones van tenir un efecte durador per a aquells que vivien al llarg de la senda quan va cessar el trànsit per aquesta.
John C. Frémont, the Pathfinder (l'explorador o pioner), li va posar nom a la ruta el 1844. El comerç va continuar fins a mitjans de la dècada de 1850, quan un canvi va fer que la vella ruta es tornés obsoleta per a l'ús dels carros de mercaderia. A més a més, tant Nou Mèxic com Califòrnia es van convertir en territoris dels Estats Units com a resultat de la Intervenció Nord-americana a Mèxic de 1846 a 1848, i gran nombre d'emigrants mormons es van assentar a Utah, afectant tant als interessos comercials com a la tolerància cap a l'esclavitud dels indis americans.

## Geografia

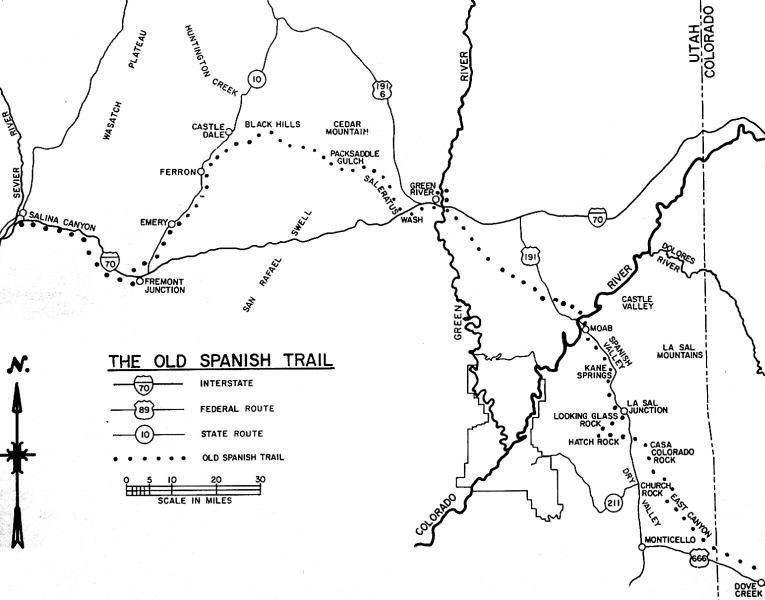
La ruta de la senda vella espanyola al sud-est de Utah.

La ruta central de la senda vella espanyola transcorria cap al nord-oest des de Santa Fe, travessant la zona sud-oest de Colorado, després de les muntanyes San Juan, Manco i Dove Creek. S'internava a Utah al costat de Monticello i avançava cap al nord a través del difícil terreny del Spanish Valley, i prop de Moab creuava el Riu Colorado. Seguia cap al Nord-oest per creuar després el perillós riu Green prop de l'actual  Green River.
La ruta continuava a través (i al voltant) de San Rafael Swell, el tram més septentrional de la senda. Entrant a la Gran Conca pel canyó de Salina, girava cap al sud-oest creuant el sud de l'actual estat de Nevada (prop de Las Vegas) i el desert de Mojave abans d'arribar la Missió de San Gabriel Arcángel i El Pueble de Los Angeles a Califòrnia.
També hi havia rutes alternatives a través del centre de Colorado i per la Franja d'Arizona.

## Registre Nacional de llocs històrics dels Estats Units
Encara queden poques empremtes dels primers comerciants, ara el camí és recordada en el nom de molts carrers i vies i en nombrosos mercats històrics d'algunes de les ciutats dels estats pels quals discorria. La ruta està inclosa com la Old Spanish National Historic Trail pel Bureau of Land Management  i el National Park Service. Alguns trams de la carretera US 160 a Colorado i la US 191 a Utah reben el mateix nom.
el 1988, un edifici de Utah, al costat de la ruta, va ser inclòs en el National Register of Historical Places.
El 2001, el tram de la ruta que va a través de Nevada des del límit amb Arizona fins a Califòrnia en un tram conegut com a Mormon Road Historic District (Districte històric del camí dels mormons), que va ser inclòs en el National Register of Historial Places .